# ريتشارد فونك
ريتشارد فونك (مواليد 22 نوفمبر 1992) هو سبّاح كندي، مثّل بلاده في ألعاب الكومنولث 2014.

## روابط خارجية
ريتشارد فونك على موقع الاتحاد الدولي للسباحة (الإنجليزية)
- ريتشارد فونك على موقع SwimRankings.net (الإنجليزية)
- ريتشارد فونك على موقع اللجنة الأولمبية الكندية (الإنجليزية)
- ريتشارد فونك على موقع اتحاد ألعاب الكومنولث (مؤرشف) (الإنجليزية)
- ريتشارد فونك على موقع دورة ألعاب الكومنولث 2014 (مؤرشف) (الإنجليزية)